# Sénéchal de Champagne
Le sénéchal de Champagne était un haut dignitaire du comté de Champagne pendant la période comtale, membre de la cour du comte, qu'il présidait en l'absence de ce dernier. Comme tout sénéchal, il assistait son prince dans ses prérogatives exclusivement judiciaires, administratives et comptables. Comme le roi de France, certains des pairs laïcs avaient leur sénéchal et d'autres officiers à leur service (maréchal, connétable, vidame, baillis, bouteiller, chambrier).

## Liste des sénéchaux de Champagne
- vers 1042 : Eude
- Vers 1071-1082 : Henri
- 1082 : Dudon
- 1088 : Ourri
- en 1097, 1101, 1118, 1121 : Jobert le roux de la Ferté, vicomte de Dijon,
- en même temps, par rotation (?) : 1100, 1104, 1114 : Geoffroy de Troyes, de st-Fal, dit Dapifer pour porteur de plats en 1104.
- 1126-1143 : André de Baudement.

Sous Henri le Libéral, comte de Troyes :
- 1152 Geoffroy III de Joinville, sénéchal de Champagne, mort en 1188.

Sous Henri II de Champagne, comte de Champagne et Roi de Jérusalem, Thibaud III comte de Champagne, Thibaud le chansonnier comte de Champagne, roi de Navarre :
- Geoffroy V de Joinville de 1190 à 1203. Dit Geoffroy le trouillard, il revient de croisade à la mort de son père, tué lors du siège D'Acre, avec le titre de comte de Joinville et sénéchal de Champagne. Lors du tournoi d'Ecry, le 28 novembre 1199, il se croise et repart avec son seigneur pour mourir au Krak des chevaliers.

Sous Thibaut IV comte de Champagne et de Brie, roi de Navarre :
- Simon seigneur de Sailly qui succède à son frère Geoffroy comme seigneur de Joinville et sénéchal de Champagne de 1203 à 1233. Il participe à la croisade des albigeois. il fut engagé dans la ligue des barons conduite par Érard de Brienne pendant la minorité de Thibaud IV, Simon part peu de temps après en Terre sainte entre 1218 et 1220.

Sous Thibaut V et Henri III comte de Champagne et de Brie, roi de Navarre :
- Jean de Joinville était sénéchal de Champagne de 1234 à 1317 participe aux côtés de Louis IX à la septième croisade (1248-1254). Capturé avec le roi au cours de la bataille de Fariskur, il est libéré contre une forte rançon (6 mai 1250).

Sous Jeanne de Navarre, comtesse de Champagne, reine de Navarre et de France :
- Anseau, seigneur de Rimaucourt, puis seigneur de Reynel, était sénéchal de Champagne de 1317 à 1342. Avec le mariage de Jeanne de Champagne, le comté passait dans le domaine royal.

Sous les rois de France Louis le Hutin, Jean le posthume, Philippe le Long, Charles le Bel, Philippe le Valois, Jean le Bon :
- Henri de Joinville, comte de Vaudémont était sénéchal de Champagne jusqu'en 1365.